# Сан-Бартоло-Яутепек
Сан-Бартоло-Яутепек (исп. San Bartolo Yautepec) — город и муниципалитет в штате Оахака (Мексика). Расположен на территории района Яутепек, что на востоке региона Сьерра-Сур-де-Оахака.